# Matthi Faust
Matthi Faust, eigentlich Matthias Faust, (* 1980 in Wismar) ist ein deutscher Schauspieler.

## Leben
Faust spielte als Jugendlicher im Jugendtheaterensemble des Schauspielhauses Hamburg. Dabei entdeckte er sein Interesse für die Schauspielerei. Von 2005 bis 2009 absolvierte Faust seine Schauspielausbildung an der Hochschule für Musik und Theater „Felix Mendelssohn Bartholdy“ in Leipzig.
Faust wirkte seit 2009 in verschiedenen Kino-, Film- und Fernsehproduktionen mit. 2010 hatte er die männliche Hauptrolle in dem Kinofilm Bedways; er verkörperte den Schauspieler Hans Alexander Dahn. In dem Polizeiruf-110-Krimi Fremde im Spiegel (2010) spielte er in seiner ersten großen Fernsehrolle den Polizeischüler Mike Kern.
2014 übernahm er in der Sat.1-Krimiserie Josephine Klick – Allein unter Cops die männliche Hauptrolle des Kriminalhauptkommissars Fritz Munro.
Faust hatte Episodenrollen u. a. in den Serien Großstadtrevier (2012, als Ehemann und Einbruchsopfer Sven Schümann), In aller Freundschaft (2012, als Ehemann einer hochschwangeren Patientin), Der Kriminalist (2012, als Altenpfleger und Mordopfer Florian Matteit) und Die Bergretter (2014, als Bruder einer Naturschützerin).
In der 8. Staffel der  ZDF-Fernsehserie Der Bergdoktor (2015) spielte er in einer Episodenhauptrolle den Rallye-Fahrer Max Griebel, der an einer beginnenden Alzheimer-Erkrankung leidet. In der 45. Staffel der ZDF-Krimiserie Der Alte (2016) war Faust in einer Episodenrolle als Geschäftspartner eines ermordeten Modedesigners zu sehen. In der 3. Staffel der ZDF-Serie Dr. Klein (2016) übernahm er eine wiederkehrende Serienrolle als Max’ Klassenlehrer David Sommer.
Im 70. Film der ZDF-Krimireihe Ein starkes Team, Treibjagd (Erstausstrahlung: März 2017) war Faust als Oberkommissar Sebastian Klöckner aus der Abteilung „Organisiertes Verbrechen“ erstmals zu sehen. In dem Film Ein starkes Team: Gestorben wird immer (Erstausstrahlung: September 2017) hatte er anschließend sein Debüt als festes Mitglied des Ermittlerteams der ZDF-Krimireihe Ein starkes Team, dem er bis 2024 durchgehend angehörte. In der von 2018 bis 2024 auf Das Erste ausgestrahlten Fernsehreihe Daheim in den Bergen spielte Faust als Mitglied der Hauptbesetzung die Rolle des Florian Leitner, die Jugendliebe der weiblichen Hauptfigur Lisa Huber (Theresa Scholze).
In der Auftaktfolge der 16. Staffel der ZDF-Serie SOKO Wismar (2019) übernahm Faust eine Episodenrolle als tatverdächtiger Landschaftsarchitekt Hendrik Blohm. In der 17. Staffel der ZDF-Serie SOKO Köln (2020) hatte Faust eine Episodenrolle als tatverdächtiger Schwiegersohn eines getöteten wohlhabenden älteren Herrn.
Zu Fausts Hobbys gehören Boxen und Kung Fu. Er lebt in Berlin.

## Filmografie (Auswahl)
- 2009: Kindeseile (Kurzfilm)
- 2010: Bedways (Kinofilm)
- 2010: Kracht (Kurzfilm)
- 2010: Polizeiruf 110: Fremde im Spiegel (Fernsehreihe)
- 2010: Beredtes Schweigen (Kurzfilm)
- 2011: Die Hand vor Augen (Kurzfilm)
- 2011: Schattenlinie (Kurzfilm)
- 2012: Großstadtrevier (Fernsehserie, Folge Große Wünsche, kleine Träume)
- 2012: In aller Freundschaft (Fernsehserie, Folge Sehnsucht)
- 2012: Der Kriminalist (Fernsehserie, Folge Schumanns Fehler)
- 2012: Der Turm (Fernsehfilm)
- 2013: Wechselspiel (Kinofilm)
- 2013: Notruf Hafenkante (Fernsehserie, Folge Gelegenheit macht Diebe)
- 2014: Die Bergretter (Fernsehserie, Folge Gefangen im Dunkel)
- 2014: Josephine Klick – Allein unter Cops (Fernsehserie)
- 2015: Der Bergdoktor (Fernsehserie, Folge In der Fremde)
- 2016: Der Alte (Fernsehserie, Folge Paradiesvogel)
- 2016: Dr. Klein (Fernsehserie, Folge Mut)
- 2017: Kommissar Marthaler – Die Sterntaler-Verschwörung (Fernsehreihe)
- 2017–2024: Ein starkes Team (Fernsehreihe)
- 2018–2024: Daheim in den Bergen (Fernsehserie)
- 2019: SOKO Wismar (Fernsehserie, Folge Girls’ Night)
- 2020: SOKO Köln (Fernsehserie, Folge Tod eines Elefanten)
- 2022: Bettys Diagnose (Fernsehserie, Folge Alles auf Anfang)
- 2025: SOKO Potsdam (Fernsehserie, Folge Bodyguard)
- 2025: Morden im Norden (Fernsehserie, Folge Das Ende vom Lied)
- 2025: Neuer Wind im Alten Land: Erntezeit (Fernsehreihe)